# 日本小姥魚
小姥魚（學名：Aspasma minima），為輻鰭魚綱喉盤魚目喉盤魚科的其中一種，由德國動物學家和古生物學家路德維希·海因里希·菲利普·多德萊因（Ludwig Heinrich Philipp Döderlein）於1887年在日本相模灣100-150英尋水深處採集的一個樣本進行描述，分布於西北太平洋的日本南部及臺灣北部海域，深度1至10公尺，本魚體延長且扁平，體色為黃綠色，腹鰭呈吸盤狀，體長可達5公分，屬底棲性魚類，棲息於褐藻生長的岩岸海域，生活習性不明。